# Exarcado de Ravena
O Exarcado de Ravena foi uma divisão administrativa bizantina na península itálica que agrupou, desde o final do século VI a meados do século VIII, os territórios não conquistados pelos lombardos após sua invasão à península em 568 sob comando do rei Alboíno (r. 560/565–572). Foi instituído pelo imperador Maurício (r. 582–602), que pretendia reestruturar as possessões bizantinas para melhor contrapor-se aos invasores.
Em 584, Maurício reformou a organização do exarcado repartindo seu território em sete distritos diretamente controlados e governados pelo exarca. Ele existiu, apesar de sua gradual perda territorial perante o avanço lombardo, até 751, quando o último exarca, Eutíquio (r. 727–751), foi deposto e Ravena foi conquistada pelo rei Astolfo (r. 749–756).

## Origem
Em 402, durante o reinado do imperador Honório (r. 395–423), Ravena tornar-se-ia capital do Império Romano do Ocidente devido sua vantajosa localização e seu porto abrigado com acesso ao Adriático. A cidade continuou sendo o centro do Império Romano do Ocidente até sua dissolução em 476, momento em que se tornou primeiro a capital de Odoacro (r. 476–493) e depois dos ostrogodos, sob Teodorico, o Grande (r. 474–523), reinando sobre o território da Itália, Gália Cisalpina, Dalmácia e Sicília.
Permaneceu como capital do Reino Ostrogótico, mas em 540, durante a Guerra Gótica (535–554), foi conquistada pelo general bizantino Belisário. Posteriormente, devido à invasão lombarda, que começou em 568 sob Alboíno (r. 560/565–572), Ravena passou a ser a sede do exarcado imperial. Segundo estimado, teria sido fundado pelo imperador Maurício (r. 582–602), em resposta à crescente ameaça militar No comando desta província estava o exarca, o representante do imperador, que assumia tanto o poder civil como o militar dentro do território.
Para John H. Rosser e outros autores, a criação do exarcado, bem como a concessão de amplos poderes ao exarca, seria uma admissão indireta de que os domínios ocidentais conquistados por Justiniano (r. 527–565) estavam muito longe para serem governados de Constantinopla, e que seria necessária uma estrutura auto-administrável para lidar com a situação.

## O exarcado
O território sob seu domínio se estendia pela costa adriática da Itália desde Veneza no norte até Marcas. O resto dos territórios bizantinos da península Itálica não estava sob a autoridade direta do exarca, mas sim sob o governo de duques ou mestres dos soldados. As ilhas não pertenciam ao exarcado: Sicília constituía uma unidade administrativa diferente, enquanto que Córsega e Sardenha dependiam do Exarcado de Cartago.
Os lombardos fundaram o Reino Lombardo e estabeleceram sua capital em Pávia, de onde controlavam o vale do rio Pó. Alguns guerreiros independentes penetraram mais ao sul, e estabeleceram os Ducados de Espoleto e de Benevento. A criação destas entidades políticas, por conseguinte, dificultou as comunicações de Ravena com os territórios bizantinos da Itália Meridional, tornando mais precário o poder do Império Bizantino na península. Os limites do exarcado não foram jamais definidos, dado o estado de guerra permanente entre bizantinos e lombardos. Para enfrentar a invasão lombarda, Maurício, em 584, reformou a organização do exarcado, repartindo-o em sete distritos diretamente controlados e governados pelo exarca: Ravena e dependências; o Ducado da Pentápole; o Ducado de Roma; o Ducado de Perúgia; a Ligúria; Venécia; a Ístria; e o Ducado de Nápoles.
Durante o século VII, o exarcado foi perdendo territórios em benefício dos lombardos. Piemonte, Lombardia, Vêneto, Toscana e grande parte do Sul da Itália passaram ao poder dos lombardos, assim como Ligúria (em 640). Roma, nominalmente sob a autoridade do exarca, era na prática regida pelo papa, e a rivalidade deste último com o patriarca de Constantinopla era causa frequente de tensões. Por volta do ano 740, nas vésperas de seu final, o exarcado controlava apenas a Ístria (exceto a laguna de Veneza, que começava a estabelecer-se como uma cidade-estado independente), Ferrara e Ravena, com a Pentápole e Perúgia.

## O fim do exarcado

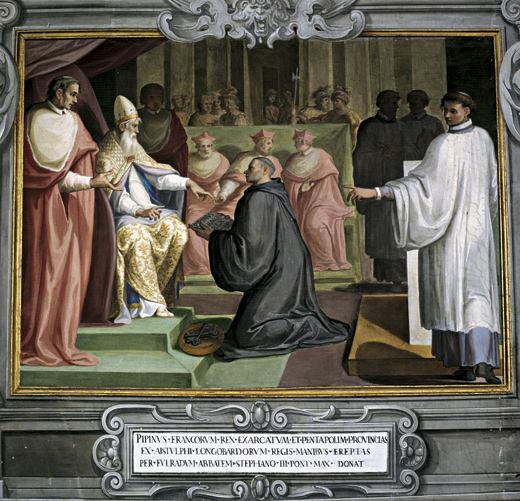
Doação de Pepino: O rei franco Pepino o Breve doou terras do Exarcado de Ravena ao papa Estêvão II, momento considerado o nascimento dos Estados Papais.

Durante os séculos VII e VIII, a posição do exarca foi tornando-se mais difícil, devido à ameaça dos lombardos e dos francos, assim como pela divisão entre a cristandade oriental e ocidental motivada pela crise iconoclasta e a rivalidade entre o papa e o patriarca. Ravena continuou sendo a sede do exarcado até a revolta de 727 contra os imperadores iconoclastas. O último exarca foi morto pelo rei Astolfo (r. 749–756) em 751. O exarcado transformou-se no Catapanato da Itália, com capital em Bari, cidade que foi conquistada pelos árabes em 858 e recuperada pelo Império Bizantino em 878.
Quando, em 756, os francos expulsaram os lombardos, o Papa Estêvão III reclamou o exarcado. Seu aliado, Pepino o Breve, rei dos francos, doou os territórios conquistados do antigo exarcado ao papa em 756. Esta doação, confirmada posteriormente por Carlos Magno (774), constituiu o início do poder temporal do Papado, conhecido como Patrimônio de São Pedro e depois como Estados Pontifícios. Quando a Sicília foi conquistada pelos árabes no século X, os restos do poder bizantino na Itália se organizaram nos temas de Calábria e Longobárdia. Ístria e a cabeceira do Adriático foram incorporados à Dalmácia.